# Потерянные слова
«Потерянные слова» (англ. The Dictionary of Lost Words) — дебютный роман австралийской писательницы Пип Уильямс. Занял шестое место в списке бестселлеров Australian fiction bestsellers за 2020 год, а по состоянию на 18 января 2021 года было продано более 100 000 экземпляров.

## Сюжет
Мать Эсме умерла при родах, поэтому ее воспитывает отец. Детство она проводит в Скриптории, небольшом сарае в Оксфорде, где Джеймс Мюррей с командой лексикографов, включая её отца, занимаются составлением Оксфордского словаря английского языка. Со временем она обнаруживает, что слова, используемые в обиходе, особенно те, которые используются женщинами и о женщинах, не включены в словарь.
Одним из персонажей романа стала Эдит Томпсон, историк и лексикограф; в романе она — тетя Эсме.

## Критика
В рецензии на книгу для The Sydney Morning Herald Джо Кейс пишет: «В романе The Dictionary of Lost Words Пип Уильямс сочетает масштабность повествования и интимные детали романа XIX века с чувствительностью сегодняшнего дня — и с богато реализованными характерами и отношениями, с которыми приятно проводить время». В рецензии Kirkus Reviews говорится: «В результате получилась удовлетворительная смесь правды и исторического романа». Другие рецензенты отмечали, что роман возвышает язык: так, Book Reporter назвал его «романом, которого [любители слов и лингвисты] ждали, даже не осознавая этого», а Booklover Book Reviews — «напоминанием о силе слов, способных причинять вред и контролировать, но также преодолевать разрывы, расширять возможности и приводить к переменам к лучшему».

## Адаптации
- Сценическая постановка романа, написанная южноавстралийским драматургом Верити Лафтон в консультации с Уильямс[8], была поставлена State Theatre Company of South Australia и Sydney Theatre Company[9][10]. После премьеры в Dunstan Playhouse в Аделаиде 22 сентября 2023 года, спектакль на протяжении сезона шёл в Сиднейском оперном театре. Роль Эсме исполнила Тильда Кобэм-Херви[8][11].
- В ноябре 2022 года стало известно, что режиссёры Лиза Скотт из Highview Productions и Ребекка Саммертон из Closer Productions купили права на экранзацию книги в виде телесериала[9][12]. Уильямс стала соисполнительным продюсером, наряду с Алексом Димосом и Эндрю Нанном, а Антон Андреаккио — продюсером сериала[13].

## Награды
- MUD Literary Prize за лучший дебютный роман, 2021[14]
- Book of the Year and Debut fiction award, Indie Book Awards, 2021[15]
- Шорт-лист Walter Scott Prize, 2021[16][17]
- Шорт-лист, Christina Stead Prize for Fiction, NSW Premier’s Literary Awards, 2021[18]
- People’s Choice Award, NSW Premier’s Literary Awards, 2021[19][20]
- General fiction book of the year, Australian Book Industry Awards, 2021[21]

## Форматы
Помимо стандартных форматов (мягкая обложка, электронная книга, аудиокнига), существует издание для людей с дислексией. К марту 2023 года в Австралии и Новой Зеландии было продано более 260 000 экземпляров печатной книги, а с электронными и аудиокнигами — в общей сложности 400 000. В США печатные продажи составили чуть менее 260 000, после того как Риз Уизерспун выбрала книгу для своего книжного клуба. Книга также издана ещё в 30 странах.

## Об авторе
Пип Уильямс родилась в Лондоне, затем переехала в Сидней, Новый Южный Уэльс, где и выросла. По состоянию на 2023 год она проживает в районе Аделаидских холмов.
Второй роман Уильямс — «Переплётчик из Иерихона». Действие романа также происходит в Оксфорде во время Первой мировой войны, и в нём появляются два персонажа из первого романа. В центре сюжета — две сестры, работающие в переплетной мастерской.